# Immanuel Baumann (Pfarrer)

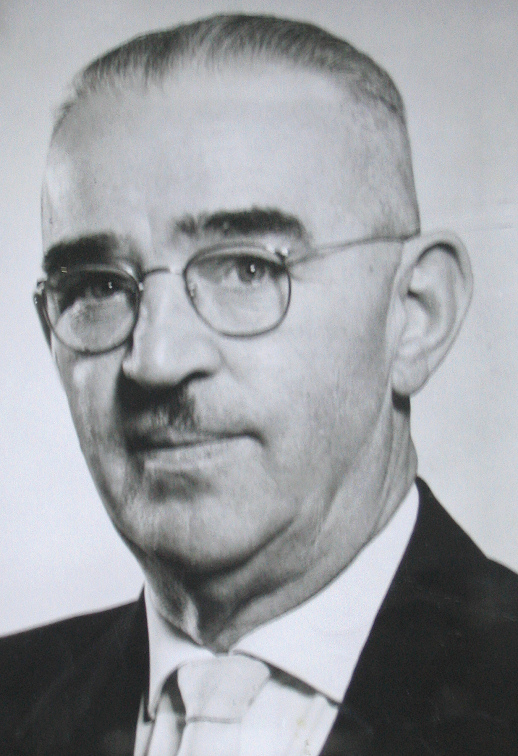
Immanuel Baumann um 1940

Immanuel Baumann (* 21. Dezember 1900 in Gnadental, Bessarabien; † 29. Juni 1974 in Hannover) war ein evangelischer Geistlicher bessarabiendeutscher Herkunft. Als Oberpastor hatte er für die deutschstämmige Volksgruppe in Bessarabien eine tragende Funktion inne. Nach der Umsiedlung der Bessarabiendeutschen 1940 betreute er seine Landsleute in ihren Ansiedlungsgebieten im von Deutschen besetzten Polen weiterhin kirchlich. Er war nach 1945 bedeutend für den Zusammenhalt der Bessarabiendeutschen in der Bundesrepublik Deutschland. 1946 gründete er hier das Hilfskomitee der Ev.-luth. Kirche aus Bessarabien. 

## Leben
Baumann wurde als Kind einer Bauernfamilie in Bessarabien geboren. Der Geburtsort war das Dorf Gnadental in der Kolonie Molotschna, die deutsche Auswanderer 1830 gründet hatten. Um 1940 hatte dieses Dorf etwa 1200 Bewohner. Er besuchte die Wernerschule in Sarata und erhielt 1921 das Reifezeugnis am Deutschen Knabengymnasium in Tarutino.
Danach studierte Baumann Evangelische Theologie in Tübingen, Leipzig und Wien. Nach seinem Abschluss 1925 absolvierte er ein einjähriges Vikariat in Kärnten. 1926 kehrte er nach Bessarabien zurück und erhielt nach seiner Ordination (31. Juli 1927) eine Anstellung als Hilfspastor in der Evangelisch-Lutherischen Landeskirche Bessarabien. 1927 heiratet er seine Jugendfreundin Else Schulz aus Basyrjamka/Bessarabien, eine Nachfahrin des bessarabiendeutschen Kolonisators Gottfried Schulz. 1929 wurde der Sohn Winfried, 1932 der Sohn Arnulf Baumann geboren, der ebenfalls Pastor wurde. Für die Bessarabiendeutschen erlangte der Letztgenannte in Deutschland eine ähnliche Bedeutung wie sein Vater Immanuel sie in Bessarabien hatte.
1929 wählten die Bewohner des Kirchspiels Klöstitz Immanuel Baumann zum Pastor. Er betreute etwa 10.000 Gemeindemitglieder in rund 10 deutschen Dörfern. 1936 bestimmte ihn die Synode des Kirchenbezirks Tarutino zum Oberpastor. Damit war er Kirchenrepräsentant für etwa 92.000 Bessarabiendeutsche. 
Im Jahr 1940 wurden die Bessarabiendeutschen ausgesiedelt und gelangten 1941 – nach einem etwa einjährigen Aufenthalt in einem Umsiedlungslager – in das von Deutschland eroberte Wartheland in Polen. Baumann folgte ihnen. Im Kreis Konin betreute er als Ansiedlerpastor und Superintendent die Umsiedler in ihrem neuen Ansiedlungsgebiet. Als im Januar 1945 die Ostfront zusammenbrach, flüchtete er nach Deutschland. Zunächst wirkte er in Hemmingen/Württemberg als Pfarrer. Im Jahr 1948 erhielt er einen pfarramtlichen Auftrag in Alfeld (Leine). 1950 wurde er zum Landesflüchtlingspfarrer der hannoverschen Landeskirche berufen und war für die kirchliche Eingliederung aller Flüchtlinge in die Landeskirche zuständig. 1956 wurde er Pfarrer an der Gartenkirche in Hannover, 1964 an der Nicolaikirche in Hannover-Bothfeld. Am 1. November 1967 trat er in den Ruhestand.